# الأجاعدة
الأجاعدة تجمع سكني يتبع لمنطقة الباحة إدارياً حيث تبعد عن الباحة بمقدار 18 كيلو متر جنوباً، يبلغ عدد ساكنيها ما يقارب خمسة آلاف نسمة، وهي جزء من قرى غامد.
ابرز اعلام الاجاعدة  : 
احمد عبد الغني الغامدي .